# 成蕙琳
成 蕙琳（ソン・ヘリム、朝鮮語: 성 혜림、1937年1月24日 - 2002年5月18日）は、北朝鮮の最高指導者・金正日の夫人であり、正日の長男である金正男の母である。

## 生涯
成恵琳は現在の大韓民国慶尚南道昌寧郡にて名家の次女として生まれた。父は成有慶、母は1920年代の民族主義雑誌「開闢」の女性記者 キム・ウォンジュで日本への留学経験もあった。両親は熱狂的な極左翼の共産主義者であり1945/12に南朝鮮労働党の前身組織に加入し先祖代々受け継いできた広大な土地を全て小作人に分け与えてしまい、更に自宅を南労党幹部の隠れ家としても提供した。成恵琳はソウルの豊文女子中学校に通っていたが1948年に一家で北朝鮮に移住し平壌第三中学校と平壌芸術学校を卒業し19歳でプロレタリア作家・朝鮮作家同盟委員長になった。
その後李平と結婚し娘 李オクトルが生まれた。金正日には高校の先輩 李鐘赫（著名作家 李箕永の息子・現朝鮮アジア太平洋平和委副委員長）がおり、李鐘赫の兄が李平であった。成恵琳は金正日よりも5歳年上で李夫婦には娘もいたが金正日は成恵琳の美貌と性格に惹かれ、自宅に招待して友好を深め、金正日は李平に成恵琳との離婚を要求し同棲を始めた。粗野な物事が革命的とされる北朝鮮社会では成恵琳のような女性は煙たがられることがあったが、自由奔放に育ち外国映画の影響を受けた金正日は成恵琳に魅了された。金正日は大学入学後に高校時代の同級生2人と交際したが長続きしなかったとされる。成恵琳の出身家の身分が低いため父 金日成からは結婚の許可が出ず内縁の形となり、生まれた金正男をある場所に隠して表向き正日の側近を除いて『なかったこと』にされた。成蕙琳と息子の金正男は平壌直轄市中区域中城洞にて後継獲得を得たばかりで立場が安定しなかった正日の体裁を守るために隔離され、成蕙琳が息子の金正男と隔離先を出たいと言うと金正日がピストルを取り出し「言うことを聞かないと撃ち殺すぞ」と脅し付けていた。そのため金日成は金正男が5歳になる1976年まで結婚していたことを知らなかった。後に金正日は新しい愛人 高容姫と同棲するようになり、更に金正日の妹 金敬姫に「息子（金正男）を置いて出ていくように」と言われ、成恵琳は精神状態がおかしくなりうつ病を発症し体調が優れない日々が続き、1970年代後半には注射を打ってもらっても寝られず毎晩のように救急車を呼ぶほどだったという。金正日は成恵琳をモスクワの病院に避難させ療養生活を送っていたが2002年死去。モスクワ西南部トロエクロフスコエ国立共同墓地第13区域にある成恵琳の墓は荒れた状態になっており、枯れ葉が積もり生花も枯れ果てており、墓の側面には「廟主 金正男」と刻まれている。金正日が2011年末に死亡するまで墓は北朝鮮政府が管理し定期的に清掃も行っていたが金正恩体制に移行後は息子 金正男も死亡し管理が途絶えていると見られる。
成恵琳の姉 成蕙琅（ヘラン）は一家で欧州へ亡命。李平との娘 李オクトルは尹ソンリム（本名 王ソンリム・国連工業開発機関（UNIDO）コンサルタント）と結婚し、尹ソンリムは平壌と海外居住の親戚の狭間にあってストレスの日々を送っていたため慢性の胃痛に悩まされていたという。

## 関連文献
- 成蕙琅（姉の著作）『北朝鮮はるかなり　金正日官邸で暮らした20年』

萩原遼訳、文藝春秋 上・下、2001年／文春文庫、2003年
- 李韓永『金正日が愛した女たち―金正男の従兄が明かすロイヤルファミリーの豪奢な日々』

浅田修訳・解説、徳間書店、2001年／徳間文庫、2003年 - 甥の著作

## 註釈
1. ↑  “【秘録金正日（31）】塀で隠され育った長男、正男「こんな生活嫌だ」迫る内妻をピストルで脅し”. 産経ニュース. (2015年6月30日) 2017年3月15日閲覧。
2. 1 2 3 4 5 6 7 8 9 10 11 12 13 14 15 16  “金正日の女性関係、数知れぬ犠牲者たち”. DailyNK Japan（デイリーNKジャパン）. 2021年12月25日閲覧。
3. 1 2 3 4 5 6 7 8 9 10 11 12 13 14 15 16  “金正日の内縁の妻、成恵琳と高ヨンヒとは？【上】”. DailyNK Japan（デイリーNKジャパン）. 2021年12月25日閲覧。
4. 1 2 3 4 5 6 7 8 9 10 11 12 13 14 15 16  アゴラ (2013年11月11日). “故金正日第１夫人の娘婿が消えた --- 長谷川 良”. アゴラ 言論プラットフォーム. 2021年12月25日閲覧。
5. ↑  암살 김정남, 母도 이국땅에서..숨진 뒤에도 北으로 못 돌아간 성혜림, 왜?（朝鮮語） | Daum 뉴스
6. 1 2  【秘録金正日（31）】塀で隠され育った長男、正男　「こんな生活嫌だ」迫る内妻をピストルで脅し（1/6ページ） - 産経ニュース
7. ↑  成蕙琅（ソン・ヘラン） 著、萩原遼 訳『北朝鮮はるかなり　金正日官邸で暮らした20年』文藝春秋 上・下、2001年。
8. ↑  韓国速報2009年7月29日号の記事によると「墓碑に書かれている死亡日は、当初報道された『2002年5月17日』より一日遅い『2002年5月18日』と彫られていた」とある。